# Sistema de juego genérico
En los juegos de rol, un sistema de juego genérico es un sistema de juego concebido para poder ser utilizado en más de un universo de ficción o escenario de campaña. En teoría sus reglas deberían poder ser utilizadas en cualquier tipo de ambientación, mundo, universo o género en que se juegue.

## Historia
Entre los entusiastas de los juegos de rol existe debate sobre el concepto de sistema genérico y sobre cual fue el primero en ser publicado. Según Shannon Appelcline, Basic Role-Playing (a menudo abreviado en BRP y publicado por Chaosium en 1980) fue el primer sistema genérico de juegos de rol. BRP era una versión resumida del juego de rol RuneQuest, también de Chaosium, y constituyó la base de los juegos de rol Stormbringer y La llamada de Cthulhu (primer juego de rol de terror), ambos publicados en 1981. El desarrollo de Hero System, sistema del juego de superhéroes Champions, fue el primero que popularizó el concepto de sistema genérico. La publicación de GURPS (Generic Universal Role-Playing System) como un sistema independiente al margen de sus ambientaciones y su éxito comercial y creativo, añadieron credibilidad al movimiento de creación de sistemas de juego genéricos. Este tipo de sistema de juego se convirtió en un tema dominante en el diseño de juegos de rol con la publicación de la 3ª edición de Dungeons & Dragons (en 2000), la creación de la licencia abierta de juegos (Open Game License, frecuentemente abreviada en OGL) y el sistema d20.
El término inglés generic («genérico») ha sido utilizado en Estados Unidos desde los primeros tiempos de los juegos de rol para describir un sistema que puede ser utilizado con cualquier tipo o estilo de juego. El sistema Fuzion, por ejemplo, utiliza el término para describir su sistema básico de reglas separado de sus predecesores Champions e Interlock.
En el segundo párrafo de la introducción a la 3ª edición de GURPS (edición de 1988, traducida al castellano por La Factoría de Ideas en 1995) los autores definen «genérico» como un medio para satisfacer a jugadores y directores de muchos estilos de juego y atraídos por las reglas. 
Esto se repite en las reglas actualizadas de la 4.ª edición junto con reconocimientos a Champions como el primer sistema de creación de personajes realmente flexible.
Con frecuencia se discute si el sistema d20, que requiere varias modificaciones y alteraciones para cada nuevo género debido a su rígido sistema de clases y niveles, realmente se puede calificar de sistema genérico. Sin embargo, algunos derivados del sistema d20, como Mutants and Masterminds y True20 de Green Ronin Publishing, son considerados como auténticos sistemas genéricos.
Otros sistemas de juego genéricos dignos de mención son los siguientes:
- Unisystem, de Eden Studios.
- Fuzion, de Grey Ghost Press.
- Tri-Stat System, de Guardians of Order.
- Savage Worlds, de Pinnacle Entertainment Group.
- Fuzion y Interlock System, de R. Talsorian Games.
- Sistema D6 y Masterbook, de West End Games.
- Action!
- Alternity
- C-System
- Dice & Glory
- Fudge
- GURPS
- Hero System
- Rolemaster
- RyF
- Silhouette
- Sistema CODA
- Sistema 3d20
- Sistema Gumshoe
- Sistema narrativo
- Sistema Sombra
- Sistema «tirar y guardar dados»
- Steve Perrin's Quest Rules

## Ventajas y desventajas
Muchos juegos de rol tienen reglas diseñadas para un género específico, como los de Espada y brujería o universos ficticios específicos como los juegos de rol basados en la saga Star Wars. En contraste, un sistema genérico tiene unas reglas básicas diseñadas para afrontar la amplia variedad de situaciones que pueden surgir en múltiples ambientaciones. Existe una larga discusión entre los profesionales de los juegos de rol sobre si un sistema puede ser realmente genérico y si es mejor para crear mejores juegos o para construir una ambientación y género específico.
La ventaja de un sistema de reglas genérico es que los jugadores sólo necesitan adquirir y aprender un manual de reglas básico, ahorrando dinero y tiempo. Como la mayoría de las ambientaciones comparten una gran serie de elementos, como la forma en la que los personajes se mueven y luchan, los jugadores no tendrían que aprender las distintas bases al iniciar una nueva ambientación utilizando reglas genéricas. Esto facilita que los jugadores pasen de una ambientación a otra. Los jugadores y el director de juego simplemente tienen que elegir la ambientación en la que quieren jugar antes de comenzar.
Los sistemas de juego genéricos también tienen algunas desventajas. A menudo las reglas básicas de un sistema genérico son más complejas que las diseñadas para un sistema específico. Los manuales de reglas genéricas tienen que detallar elementos y aspectos que podrían ser poco útiles en algunas ambientaciones. Además, los diseñadores pueden tener que producir manuales de reglas específicas para dar sentido a determinadas ambientaciones y si los diseñadores llevan las adaptaciones de un sistema genérico demasiado lejos, pueden limitar las ventajas iniciales adquiridas.

## Juegos de rol multigenéricos
Un «juego de rol multigenérico» o de «géneros cruzados» permite la exploración de diferentes géneros en una misma ambientación con el mismo personaje o con versiones diferentes o encarnaciones del mismo personaje. El personaje puede pasar de una ambientación del salvaje oeste a una ambientación superheroica o de misterio o a una invasión extraterrestre. Aunque la fantasía heroica y la ciencia ficción normalmente son los géneros más comunes, otros juegos pueden incluir misterio, terror, género histórico o suspense.
Esto no requiere necesariamente reglas «genéricas»; incluso la primera edición de Dungeons & Dragons, que no era un sistema genérico, tenía reglas para interactuar con el universo de juego y los personajes de los juegos de rol Boot Hill y Gamma World. Sin embargo, los sistemas genéricos hacen que la transición entre universos de juego sea más fácil.
Llevar un personaje de una ambientación a otra puede ser la principal ventaja de un sistema genérico y ser el principal elemento del juego. El escenario por defecto de la 4.ª edición de GURPS, por ejemplo, aprovecha precisamente esa ventaja. Sin embargo, otros sistemas genéricos no siempre permiten transferir el mismo personaje a mundos diferentes con las mismas reglas. El sistema d20, por ejemplo, tiene reglas de ambientación específicas, que no permiten que un personaje pase de un mundo a otro sin añadir reglas de adaptación. FUDGE, GURPS y Hero System, debido a la flexibilidad de sus sistemas de reglas, no necesitan añadir reglas de adaptación con el cambio de ambientación, aunque algunos ajustes pueden ser necesarios (por ejemplo, en un mundo nuevo el hecho de que un personaje sea un agente de la ley en otro mundo puede no ser relevante para su trasfondo).
Por otra parte un juego de rol multigenérico no tiene por qué tener un sistema genérico de reglas, ya que puede tener un sistema de reglas que no sea factible para todo tipo de géneros, sólo para determinadas ambientaciones o universos de juego. A continuación se exponen ejemplos de juegos de rol multigenéricos, aunque sus ambientaciones no abarcan todo tipo de géneros.

### Ejemplos
- Multiverser - Los personajes jugadores se mueven entre dimensiones según las reglas variables de la realidad.
- Rifts - En un futuro postapocalíptico la Tierra está conectada con diferentes universos a través de varias brechas dimensionales en el espacio, el tiempo y la realidad.
- Torg - Los Storm Knights, héroes dedicados a combatir la invasión de la Tierra por parte de seres de otras dimensiones que se corresponden con diversos géneros populares de juegos de rol.
- Worlds of Wonder - Publicado en 1982, es el primer juego de rol multigénerico, basado en el sistema BRP, incluyendo tres mundos: Magic World, Superworld y Future World, y dispone de un pequeño sistema de reglas para mover los personajes entre ellos.